# Väg 13
Väg 13 kom 1999 och är artisten och låtskrivaren Eddie Meduzas tolfte studioalbum. Det var också det första arbetet med skivbolaget Ultima Thule Records (UT Records). Eftersom UT Records har anklagats för rasism och främlingsfientlighet så vill de flesta skivbutiker inte sälja skivor som är utgivna av bolaget. Därför fick man istället beställa hem albumet när man väl begärde det, något som kunde ta minst en vecka.
Det är det enda helt svenskspråkiga album som Eddie någonsin gjorde.
Fler av låtarna är starkt samhällskritiska, framför allt mot politiker, men även journalister, som Eddie ansåg sig orättvist behandlad och motarbetad av. 
Låten "feta fula dumma amerikaner" orsakade visst rabalder när den spelades i högtalarna under en ishockeymatch 2005, tre år efter hans död. 
I CD-bookleten skriver han en slags kort självbiografi om sig själv, bland annat om sitt alkoholmissbruk.

## Låtlista
1. Brännvin å öl å vin å whiskey
2. Jag bara runkar
3. Göran Persson i mitt rövhål
4. Dra skinnet bakåt
5. Hoppla lilla åsna
6. Feta fula dumma amerikaner
7. Jobba som en hund
8. Inte Börje
9. Knugen, Silvia & jag
10. Sju idioter
11. Steka körv
12. Tyskar tyskar
13. Jävvlla jorrnalist
14. Runke min ball